# Samuel Trojecki
Samuel Trojecki herbu Gryf (zm. po 1617 roku) – stolnik przemyski w latach 1600-1617, starosta medycki w 1602 roku.
Studiował w Wittenberdze w 1582 roku.
W 1606 roku był członkiem zjazdu pod Lublinem, który przygotował rokosz Zebrzydowskiego. Poseł na sejm 1605 roku, sejm 1613 roku z ziemi przemyskiej. Poseł na sejm 1611 roku z województwa ruskiego, rewizor sejmowy do budowy zamku grodeckiego, deputat do sprawy brandenburskiej.
Był protestantem.